# Ясенні приголосні

Місце творення ясенних приголосних.

4. Місце творення ясенних приголосних

Я́сенні при́голосні (англ. alveolar consonants) — у фонетиці група приголосних звуків, що мають однакове місце творення: вони артикулюються кінчиком або передньою спинкою язика проти ясенного бугорка (альвеол); є відповідно апікальними, або ламінальними. Інша назва — альвеоля́рні при́голосні.

## Ясенні приголосні
- [n] (н) — дзвінкий ясенний носовий
- [t] (т) — глухий ясенний проривний
- [d] (д) — дзвінкий ясенний проривний
- [s] (с) — глухий ясенний фрикативний
- [z] (з) — дзвінкий ясенний фрикативний
- [t͡s] (ц) — глухий ясенний африкат
- [d͡z] (дз) — дзвінкий ясенний африкат
- [ɬ] (л/ш) — глухий ясенний боковий фрикативний
- [ɮ] (л/ж) — дзвінкий ясенний боковий фрикативний
- [ɹ] (р) — ясенний апроксимант
- [l] (л) — ясенний боковий апроксимант
- [r] (р) — ясенний дрижачий
- [ɾ] (р) — ясенний одноударний
- [ɺ] (л) — ясенний боковий одноударний

| МФА | Опис                                             | Приклад     | Приклад | Приклад  | Приклад  |
| МФА | Опис                                             | Мова        | Запис   | МФА      | Значення |
| --- | ------------------------------------------------ | ----------- | ------- | -------- | -------- |
|     | Альвеолярний абруптивний приголосний             | Грузинська  | ტიტა    | [tʼitʼa] | шюшя     |
|     | Альвеолярний абруптивний фрикативний приголосний | Амхарська   |         | [sʼɛɡa]  | жюжя     |
|     | Дзвінкий альвеолярний імплозивний приголосний    | В'єтнамська | đã      | [ɗɐː]    | чючя     |
|     | Альвеолярний латеральний клацаючий приголосний   | Нама        | ǁî      | [kǁĩĩ]   | джюджя   |